# Норланд
Норланд или Норландско плато (на шведски: Norrland, „Северна земя“) е обширно плато в северната част на Швеция и частично в крайната северозападна част на Финландия. Разположено е в пределите на Балтийския щит, на изток от Скандинавските планини и на север от 64°с.ш. Дължината му от юг-югозапад на север-североизток е около 600 km, а ширината от северозапад на югоизток – около 200 km. На югоизток завършва с ясно изразен отстъп на около 30 – 50 km от бреговете на Ботническия залив. Изградено е предимно от гранити и гнайси, препокрити от ледникови наслаги (моренни валове и други следи от плейстоценското залезяване). Височината му варира от 500 – 800 m на северазапад до 200 m и по-ниско на изток и югоизток, близо до Ботническия залив. Платото се пресича от северозапад на югоизток от многочислени пълноводни реки (Турнеелвен, Люлеелвен, Шелефтеелвен, Умеелвен, Онгерманелвен и др.) с множество прагове и водопади, долините на които са заложени по линията на тектонските разломи. Разширените части на долините са заети от дълги и тесни езера. На повечето от реките са изградени каскади от ВЕЦ. Годишната сума на валежите е 600 – 800 mm. Лятото е прохладно, а зимата снежна и умерено студена. Платото е покрито с иглолистни (предимно смърч и бор) и смесени (предимно осика и бреза) гори. Разработват се големи находища на желязна руда (в района на град Кируна, едно от най-големите в Европа) и цветни метали (мед, цинк, змато и др.).